# Sarirejo (Guntur)
Sarirejo is een bestuurslaag in het regentschap Demak van de provincie Midden-Java, Indonesië. Sarirejo telt 3055 inwoners (volkstelling 2010).